# Акауан (Пиауи)
Акауан (порт. Acauã) — муниципалитет в Бразилии, входит в штат Пиауи. Составная часть мезорегиона Юго-восток штата Пиауи. Входит в экономико-статистический микрорегион Алту-Медиу-Канинде. Население составляет 6749 человек на 2010 год. Занимает площадь 1279,586 км². Плотность населения — 5,27 чел./км².

## Демография
Согласно сведениям, собранным в ходе переписи 2010 г. Национальным институтом географии и статистики (IBGE), население муниципалитета составляет:
| Полное население                               | Полное население                               | Полное население                               | Полное население                               | 6749  |
| ---------------------------------------------- | ---------------------------------------------- | ---------------------------------------------- | ---------------------------------------------- | ----- |
| в том числе:                                   | Городское население                            | 901                                            | Процент городского населения, %                | 13,35 |
|                                                | Сельское население                             | 5848                                           | Процент сельского населения, %                 | 86,65 |
|                                                | Мужское население                              | 3459                                           | Процент мужского населения, %                  | 51,25 |
|                                                | Женское население                              | 3290                                           | Процент женского населения, %                  | 48,75 |
| Плотность населения, чел/км²                   | Плотность населения, чел/км²                   | Плотность населения, чел/км²                   | Плотность населения, чел/км²                   | 5,27  |
| Население муниципалитета в % к населению штата | Население муниципалитета в % к населению штата | Население муниципалитета в % к населению штата | Население муниципалитета в % к населению штата | 0,22  |

По данным оценки 2016 года, население муниципалитета составляет 6933 жителя.

## Статистика
- Валовой внутренний продукт на 2003 год составляет 7 195 764,00 реалов (данные: Бразильский институт географии и статистики).
- Валовой внутренний продукт на душу населения на 2003 год составляет 1309,27 реалов (данные: Бразильский институт географии и статистики).
- Индекс развития человеческого потенциала на 2000 год составляет 0,532 (данные: Программа развития ООН).